# Albrecht Mendelssohn Bartholdy

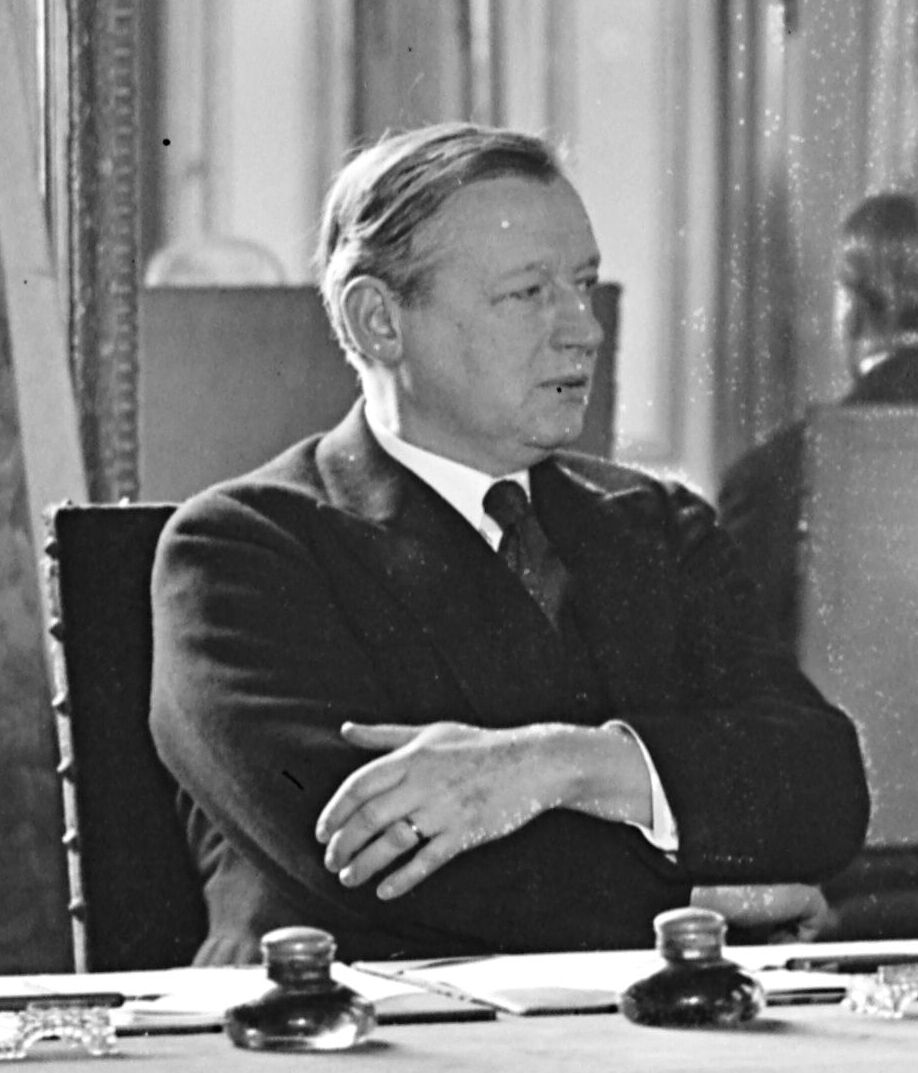
Albrecht Mendelssohn Bartholdy (1933)

Albrecht Mendelssohn Bartholdy, född 25 oktober 1874 i Karlsruhe, död 26 november 1936 i Oxford, var en tysk jurist; son till Carl Wolfgang Paul Mendelssohn Bartholdy. 
Mendelssohn Bartholdy blev juris professor i Leipzig 1904 och i Würzburg 1905 samt var från 1920 professor i utländsk rätt och tysk civilprocess i Hamburg. Efter det nazistiska maktövertagandet tvångspensionerades han i september 1933 på grund av sitt judiska ursprung. 
Mendelssohn Bartholdy var som juridisk sakkunnig medlem av tyska fredsdelegationen vid Pariskonferensen 1919 och var en av utgivarna av tyska utrikesministeriets stora aktsamling "Die grosse Politik der europäischen Kabinette 1871-1914" (1922 ff.). Han var medredaktör i flera juridiska facktidskrifter och skriftserier.